# 다태아

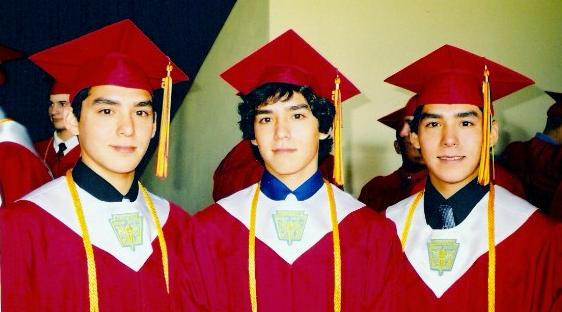
졸업식에 세쌍둥이 형제가 있다.

다태아(多胎兒)는 한 자궁에서 동시에 자라 태어난 여러명의 태아를 말한다.
이 용어는 척추동물에 주로 적용되며, 대부분의 포유류에서 다양한 빈도로 발생한다. 다태 출산은 태아 수에 따라 쌍둥이, 세쌍둥이 등으로 구분된다. 인간이 아닌 동물의 경우에는 전체 무리를 '한 배'라고 부르며, 다태 출산이 단태 출산보다 더 흔할 수 있다. 그러나 인간에서는 다태 출산이 예외적이며, 가장 큰 포유류에서는 매우 드문 현상이다.
다태 임신은 하나의 수정란이 분열하여 동일한 태아들을 만드는 경우일 수도 있고, 여러 개의 난자가 각각 수정되어 서로 다른 태아들을 만드는 경우일 수도 있으며, 이 두 가지가 혼합된 경우일 수도 있다. 하나의 수정란에서 비롯된 다태 임신은 일란성(monozygotic), 두 개의 수정란에서 비롯된 경우는 이란성(dizygotic), 세 개 이상의 수정란에서 비롯된 경우는 다란성(polyzygotic)이라고 한다. 다태 출산에서 태아들은 일란성일 경우 일란성이라 부르고, 쌍둥이의 경우 이란성, 세 명 이상의 형제자매의 경우 다란성이라 하며, 이는 유전적으로 동일하지 않다는 뜻이다.
각 수정란은 하나의 배아를 만들거나, 둘 이상으로 나뉘어 각각 동일한 유전 정보를 지닌 배아들을 만들 수 있다. 서로 다른 수정란에서 태어난 태아들은 이란성으로, 일반 형제자매와 마찬가지로 유전자의 50%를 공유한다. 반면, 같은 수정란에서 태어난 태아들은 100% 동일한 유전 정보를 지니므로 일란성이라 부른다. 일란성 쌍둥이는 항상 같은 성별이다.

## 용어

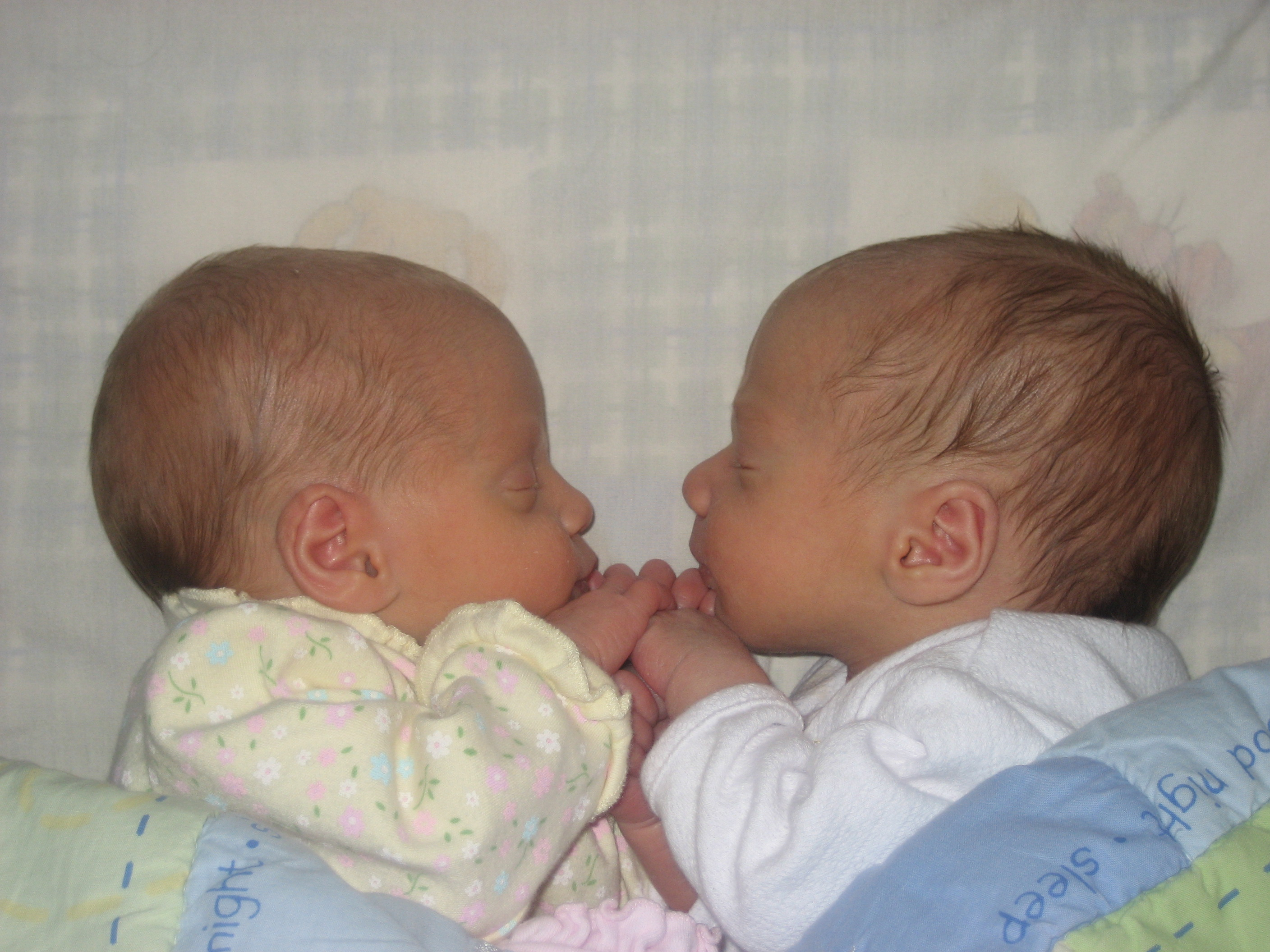
두 살배기 이란성 쌍둥이. “이란성”의 기술적인 용어는 이란성 쌍둥이의 경우 “dizygotic”이며, 세 쌍둥이 이상일 경우 “polyzygotic”이다.

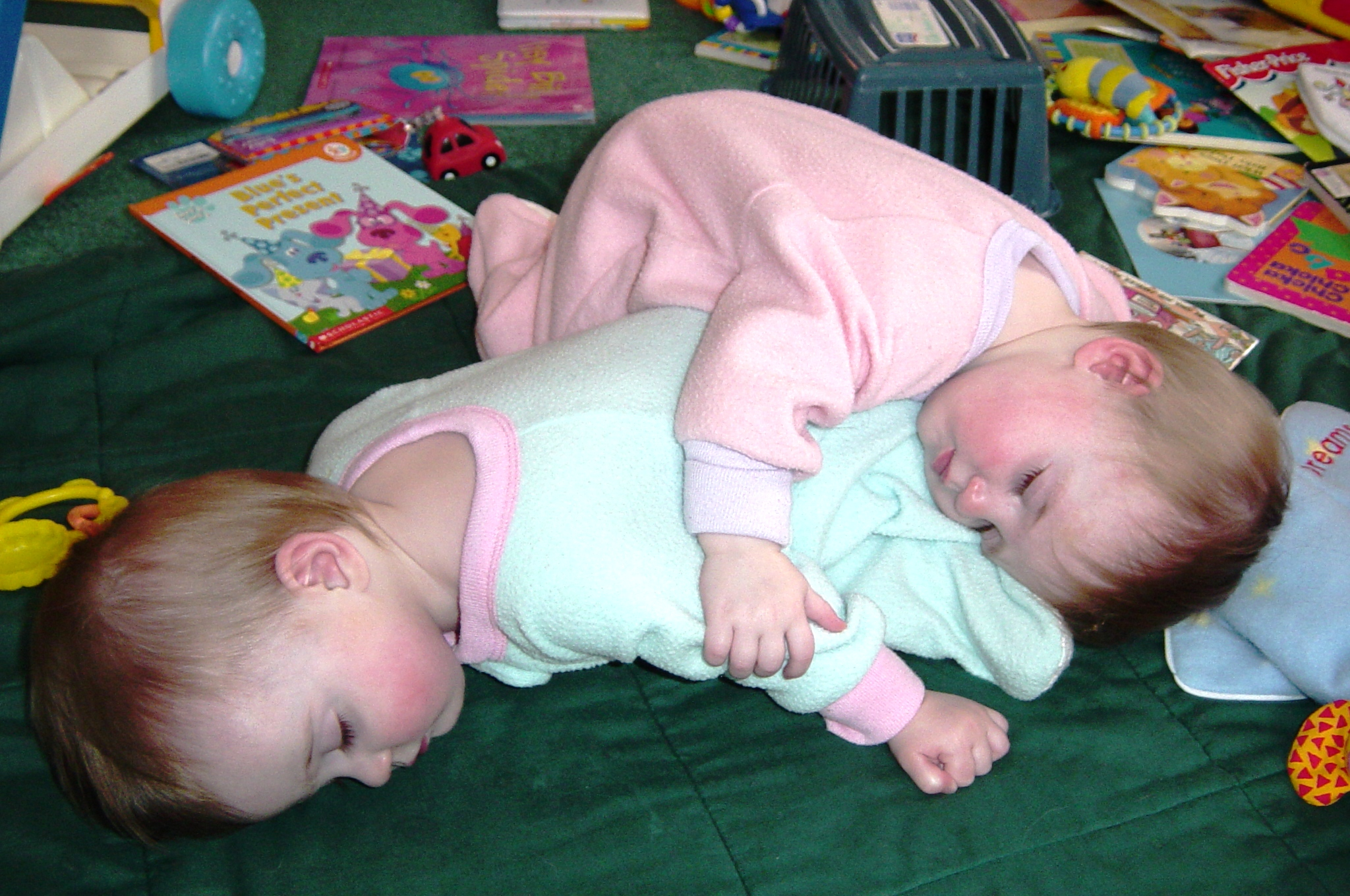
낮잠을 자는 이란성 쌍둥이 자매. 인간에게 가장 흔한 다태아 출산인 이란성 쌍둥이는 임신 80건 중 약 1건으로 발생한다.

다태아에서 태아 수를 나타내는 용어는, 셋 이상일 경우 어미에 ‘-플릿(-uplet)’이 붙는다.
- 두 명의 자녀: 쌍둥이(twins)
- 세 명의 자녀: 세쌍둥이(triplets, 삼둥이)
- 네 명의 자녀: 네쌍둥이(quadruplets, 사둥이)
- 다섯 명의 자녀: 다섯쌍둥이(quintuplets, 오둥이)
- 여섯 명의 자녀: 여섯쌍둥이(sextuplets, 육둥이)
- 일곱 명의 자녀: 일곱쌍둥이(septuplets, 칠둥이)
- 여덟 명의 자녀: 여덟쌍둥이(octuplets, 팔둥이)
- 아홉 명의 자녀: 아홉쌍둥이(nonuplets, 구둥이)
- 열 명의 자녀: 열쌍둥이(decuplets, 십둥이)

다태 임신 또는 출생한 자녀들의 유전적 관계를 나타내는 용어는 수정란의 수에 따라 구분된다.
- 일란성(monozygotic): 하나의 수정란이 분열되어 생긴 다태아로, 일반적으로 두 명이다.
- 복수수정란성(polyzygotic): 두 개 이상의 수정란으로부터 생긴 다태아.
- 이란성(dizygotic): 두 개의 수정란에 의해 발생한 두 명의 태아
- 삼란성(trizygotic): 세 개의 수정란으로부터 발생한 세 명 이상의 태아
- 세스퀴란성(sesquizygotic): 하나의 난자에 두 개의 정자가 수정되어 발생한 두 명의 태아 (드문 사례)

또한 다태 임신은 태아들이 몇 개의 태반(chorion)과 양막(amniotic sac)에 둘러싸여 있는지에 따라서도 분류되며, 이를 통해 의료적 위험도나 산과적 관리 방식이 달라지게 된다.

## 원인과 빈도
자연 임신에서 다태아 출생의 빈도는 대략 1:89N−1 (헬린의 법칙) 또는 약 1:80N−1로 추정된다. 이를 구체적으로 나타내면 다음과 같다.
- 쌍둥이: 1:89 (약 1.1%) 또는 1:80 (약 1.25%)
- 세 쌍둥이(세 쌍둥이): 1:892 (1:7,921, 약 0.013%) 또는 1:802 (1:6,400)
- 네 쌍둥이(사 쌍둥이): 1:893 (약 0.000142%, 70만 분의 1 미만) 또는 1:803

북미에서는 이배체 쌍둥이가 약 83건 임신당 1회 발생하며, 세 쌍둥이는 약 8,000건 임신당 1회 발생한다. 2010년 미국 통계는 다음과 같다.
- 쌍둥이: 132,562건 (3.31%)
- 세 쌍둥이: 5,503건 (0.14%)
- 네 쌍둥이: 313건 (0.0078%)
- 다섯 쌍둥이 이상: 37건 (0.00092%)

인간의 다태아 출생은 자연 임신(여성이 여러 개의 난자를 배란하거나 수정란이 분리되는 경우)으로 발생할 수도 있고, 불임 치료(시험관 수정 등에서 여러 배아를 이식하거나 배란 촉진제 사용 등)로 인한 경우도 있다.
아직 정확한 이유는 밝혀지지 않았으나, 여성의 연령이 높아질수록 자연적으로 다태아를 임신할 확률이 증가하는 경향이 있다. 이는 고령 여성의 난소가 난포자극호르몬(FSH)에 천천히 반응하면서 FSH 수치가 상승하는 것과 관련 있다고 추정된다.
1970년대 후반 이후 다태아 출생 수는 증가하는 추세이다. 예를 들어, 1979년부터 1999년 사이 캐나다에서 다태아 출생아 수가 35% 증가하였다. 배란 촉진제가 등장하기 전에는 세 쌍둥이가 약 8,000건 출생당 1건 정도로 매우 드물었고, 그보다 많은 다태아 출생은 더욱 희귀했다. 증가 원인 중 상당 부분은 시험관 수정 등 불임 치료의 영향으로 여겨진다. 인공 난포자극호르몬(FSH)을 포함한 배란 촉진제를 사용하고 자궁 내 수정술을 받은 젊은 환자들은 다태아 출생 위험이 특히 높다.
다음과 같은 요인이 여성의 자연 다태아 임신 확률을 높이는 것으로 보인다.
- 산모의 연령: 35세 이상 여성은 젊은 여성보다 다태아 임신 확률이 높다.
- 배란 촉진제 사용: 시험관 수정 등 불임 치료로 임신한 약 35%가 다태아 출생이다.

35세 이상의 다태아 임신 여성은 태아에게 특정 질환 및 합병증 발생 위험이 증가하는 것으로 알려져 있다.
배란 촉진제의 사용 증가와 이에 따른 다태아 출생률 증가로 인해 다태아 출생은 더 흔해지고 눈에 띄게 되었다. 2004년 펜실베이니아의 케이트와 존 고슬린 부부가 낳은 여섯 쌍둥이 출생은 이들의 TV 프로그램 'Jon & Kate Plus 8' (후에 ‘Kate Plus 8’)의 시작을 알렸으며, 이 프로그램은 TLC 네트워크에서 가장 높은 시청률을 기록했다.

## 다태아의 유명한 인물 사례

### 해외
키스 가문의 네 자매
1915년 6월 4일 미국 오클라호마 주에서 태어났다. 의료 기록에 남아 있는 세계 최초의 동성 네 자매로, 네 명 모두 유아기를 넘겨 생존하였다. 자매 중 마지막까지 생존했던 로벨타는 2011년 8월 19일 96세의 나이로 세상을 떠났다.
디온느 가문의 다섯 자매
어린 시절 이후까지 생존한 것으로 알려진 세계 최초의 다섯 쌍둥이이다. 모두 같은 성별의 다섯 자매였다. 이들은 1934년 5월 28일 캐나다 온타리오주에서 태어났다. 당시 아버지는 30세, 어머니는 25세로 이미 6명의 자녀를 낳았으며(그중 1명은 사망), 이번이 일곱 번째 출산이었다. 임신 7개월 만에 태어났기에 체중이 매우 가벼웠으며, 가장 무거운 아이도 보통 신생아의 3분의 1에 불과했다.
로젠코위츠 가문의 여섯 쌍둥이
1974년 1월 11일 남아프리카공화국 케이프타운에서 태어났다. 어머니는 배란 유도제를 사용하고 있었다. 이들은 어린 시절 이후까지 생존한 것으로 알려진 세계 최초의 여섯 쌍둥이이다.
야마시타 가문의 다섯 쌍둥이
1976년 1월 31일 일본 가고시마 시립병원에서 태어났다. 남자 2명, 여자 3명이다. 아버지는 NHK 정치부 기자였던 야마시타 요리미츠이다. 교토 기요미즈데라의 오오니시 료케이 주지가 이름을 지어주었다. 1982년 4월 7일에는 NHK 특집 다큐멘터리 《일학년이 되었습니다―다섯 쌍둥이 6년간의 기록》이 방송되었다. 장녀가 도쿄 대학에 진학한 일도 화제가 되었다.
잔니니 가문의 여섯 쌍둥이
1980년 1월 11일 이탈리아 피렌체에서 태어났다. 어린 시절 이후까지 생존한 것으로 알려진 두 번째 여섯 쌍둥이이며, 우연히도 앞서 소개한 로젠코위츠 가문의 여섯 쌍둥이와 같은 날에 태어났다.
월튼 가문의 여섯 자매
1983년 11월 18일 영국 리버풀에서 태어났다. 어린 시절 이후까지 생존한 것으로 알려진 세계 최초의 전원이 여성인 여섯 쌍둥이 자매이다. 어머니는 불임 치료를 받았다.
맥코이 가문의 일곱 쌍둥이
1997년 11월 미국 아이오와주에서 태어났다. 어린 시절 이후까지 생존한 세계 최초의 일곱 쌍둥이로, 남자 4명과 여자 3명이다. 이 일곱 쌍둥이에게는 1996년생의 누나가 있으며, 어머니는 불임 상태는 아니었으나 배란 유도제를 이용한 의료 처치를 받았다. 일곱 태아 임신이 확인되었을 때 부모는 태아 감축 수술을 거부하고 가능한 한 자연스러운 출산을 원했다. 그 결과 임신 31주에 조산하게 되었다. 조산으로 인한 미숙아 상태에서 일곱 명 중 두 명이 뇌성마비를 겪었다. 이 일곱 쌍둥이의 탄생은 미국 전역에서 큰 화제가 되었으며, 당시 클린턴 대통령도 전화로 축하 인사를 전했다. 맥코이 가문은 여러 공공 기관과 민간 기업으로부터 지속적인 육아 지원을 약속받았으며, 511m² 규모의 주택과 함께 재정적·물적 지원을 받고 있다.
추쿠 가문의 여덟 쌍둥이
1998년 12월 미국 텍사스주 휴스턴에서 태어났다. 여덟 쌍둥이 모두가 살아서 태어났으며, 그중 7명이 건강하게 성장 중이다. 12월 8일에 여덟 쌍둥이 중 첫 아이(여자)가 태어났고, 12월 20일에 나머지 7명(여자 5명, 남자 2명)이 태어났다. 12월 20일에 태어난 여자아이 중 한 명이 12월 27일에 조기에 사망했다. 부모의 출신 국가는 나이지리아이며, 어머니는 배란 유도제를 이용한 의료 처치를 받았다.
술먼 가문의 여덟 쌍둥이
2009년 1월 26일 미국 캘리포니아주 로스앤젤레스 교외 벨플라워의 병원에서 나디아 술먼(33세)이 체외수정으로 여덟 쌍둥이(남자 6명, 여자 2명)를 출산했다. 그녀는 이혼 경험이 있는 싱글맘으로, 전 남편과는 자녀가 없으며 친구 남성으로부터 정자 기증을 받았다. 나디아는 이미 같은 친구로부터 정자 기증을 받아 체외수정으로 출산한 2세에서 7세 사이의 자녀 6명을 두고 있어, 총 14명의 아이를 둔 어머니가 되었다. 출산 후 1주일 만에 여덟 쌍둥이 중 일부가 세계 최장 생존 기록을 갱신했다.
시세 가문의 아홉 쌍둥이
2021년 5월 1일 모로코 왕국 카사블랑카에 위치한 아인 볼하 병원에서 25세의 할리마 시세가 자연 임신으로 아홉 쌍둥이(남자 4명, 여자 5명)를 출산하였다. 부모의 국적은 말리 공화국이다. 임신 초기에는 일곱 쌍둥이로 추정되었으나, 말리 정부는 의료 시설이 잘 갖추어진 모로코로 이송할 것을 3월 30일 결정하였다. 코로나19로 인한 국제 이동 제한 때문에 어머니만 모로코로 이동하였고, 아버지는 함께 이동하지 못했다. 할리마는 모로코에서 5주간 입원한 후, 임신 30주에 제왕절개로 아홉 아이를 출산했으며, 이때 처음으로 아홉 쌍둥이임이 확인되었다. 출생 체중은 500그램에서 1100그램 사이였다. 이 아홉 쌍둥이들은 모두 출생 후 1주일 이상 생존한 최초의 사례로 기록되었다.

### 한국
군인부부 김(金)씨 가문의 다섯 쌍둥이
1987년과 2021년 11월 18일 대한민국에서는 각각 다섯 쌍둥이가 태어나 세간의 이목을 집중시켰다. 이러한 다둥이 출산 사례 가운데에서도 오둥이의 탄생은 극히 드문 일로, 두 사례 모두 국내외 언론 및 대중의 큰 관심을 불러일으켰다. 특히 2021년 출산 사례는 김진수 대위와 서혜정 대위 부부 사이에서 태어난 1남 4녀의 다섯 쌍둥이로, 첫째 딸 김소현, 둘째 딸 김수현, 셋째 딸 김서현, 넷째 딸 김이현, 막내 아들 김재민이다.
동두천  김(金)씨 가문의 다섯 쌍둥이
2024년 9월 20일 경기도 동두천시에 거주하는 김사공 씨와 김준영(32) 씨 사이에서 다섯 쌍둥이가 가톨릭대학교 서울성모병원에서 출생하였다. 자녀들의 이름은 각각 첫째 아들 김새힘, 둘째 아들 김새찬, 셋째 아들 김새강, 넷째 딸 김새별, 다섯째 딸 김새봄으로 확인되었다.
조선민주주의인민공화국 최초의 다섯 쌍둥이
2025년 1월 31일 다섯 쌍둥이가 출생하였다. 이들의 어머니는 평양시 모란봉구역 장현동에 거주하는 박경심(28)이며, 아버지는 평양상업봉사대학에 재학 중인 학생 손충효(32)이다. 다섯 아이의 이름은 각각 충정, 성룡, 다정, 하룡, 리정으로 지어졌으며, 이들의 이름 가운데 글자를 연결하면 ‘충성다하리’라는 뜻이 된다.

## 같이 보기
- 쌍둥이